# آیتورف
آیتورف (به آلمانی: Eitorf) یک شهر در آلمان است که در راین-زیگ واقع شده‌است. آیتورف ۱۹٬۸۱۷ نفر جمعیت دارد.